# Kanton Ligny-le-Châtel
Kanton Ligny-le-Châtel (fr. Canton de Ligny-le-Châtel) byl francouzský kanton v departementu Yonne v regionu Burgundsko. Skládal se z 12 obcí. Zrušen byl po reformě kantonů 2014.

## Obce kantonu
- La Chapelle-Vaupelteigne
- Lignorelles
- Ligny-le-Châtel
- Maligny
- Méré
- Montigny-la-Resle
- Pontigny
- Rouvray
- Varennes
- Venouse
- Villeneuve-Saint-Salves
- Villy